# Слово (альбом)
| Оценки критиков    | Оценки критиков |
| Источник           | Оценка          |
| ------------------ | --------------- |
| Blistering         | (7.5/10)        |
| Jukebox Metal      | [ 2 ]           |
| Metal Hammer (GER) | (5/7)           |

«Сло́во» — шестой студийный альбом российской паган-метал группы «Аркона», выпущенный 26 августа 2011 года на лейбле Napalm Records.

## Песни
1. Азъ 2:12
2. Аркаим 5:54
3. Больно мне 5:43
4. Леший 4:21
5. Заклятье 5:16
6. Предок 2:14
7. Никогда 4:44
8. Там, за туманами 3:53
9. Потомок 0:55
10. Слово 5:28
11. Одна 5:52
12. Во моём садочке… 5:10
13. Стенка на стенку 2:36
14. Зимушка 5:50

## Создание
Альбом был записан на студии CDM-records (Москва) (ноябрь 2010 — апрель 2011).
- Продюсирование, сведение — Маша «Scream» и Сергей «Lazar» (май — июнь 2011).
- Мастеринг: Сергей «Lazar» (июнь 2011).
- Музыка и слова: Маша «Scream» (кроме: «Зимушка» — слова и музыка народные).
- Аранжировка: Маша «Scream».

В записи принимали участие:
- Маша «Scream» — вокалы, screaming, growling, хоровое пение, горловое пение, тамбурин, шейкер, комуз, бубен, бойран, акустическая гитара («Больно мне»).
- Сергей «Lazar» — гитары, акустические гитары, балалайка, монолог («Аркаим», «Никогда»).
- Руслан «Kniaz» — бас.
- Влад «Artist» — ударные.
- Владимир «Волк» — gaita gallega, tin whistle, low whistle, сопілка, жалейка, блок-флейта, hurdy-gurdy.
- Meri Tadic (группа «Eluveitie») — скрипка («Аркаим», «Никогда», «Слово», «Во моем садочке…»).
- Анна Калиновская (группа «Родогост») — цимбалы («Аркаим», «Больно мне», «Леший», «Заклятье», «Там, за туманами», «Слово»).
- Павел Лукоянов — гусли («Во моём садочке…»).
- Татьяна Нарышкина (группа «Веданъ Колодъ») — вокал («Зимушка»).
- Дарьяна Антипова (группа «Веданъ Колодъ») — вокал («Зимушка»).
- Илья «Wolfenhirt» (группа «Сварга») — хоровое пение («Стенка на Стенку»).
- Александр «Шмель» (группа «Рарогъ») — хоровое пение («Стенка на Стенку»).
- Александр Олейников (группа «Калевала») — аккордеон («Стенка на Стенку»).
- Игорь «Hurry» (группа «Сварга») — аккордеон («Леший»).
- Радимир — монолог («Потомок»).

В записи также приняли участие:
- Камерный оркестр КГК им. Жиганова.
- Хор МГК им. Чайковского.
- Иллюстрации: Kris Verwimp.
- Дизайн: W. Smerdulak.
- Фото: Стас «Mendor» Дроздов.